# 第42回アカデミー賞
第42回アカデミー賞（だい42かいアカデミーしょう）は、1970年4月7日に発表・授賞式が行われた。

## 候補と受賞の一覧
太字は受賞である。また、以下での人名表記は
1. 作品の日本語公式情報およびAMPAS公式サイトの日本版とWOWOWによる授賞式放送での表記に準ずる。
2. 見当たらない場合はデータベースサイトなどを参考。
3. それでもない場合は英語表記のままとする。

| 作品賞 | 監督賞 |
| --- | --- |
| - 『真夜中のカーボーイ』 - 『1000日のアン』 - 『明日に向って撃て!』 - 『ハロー・ドーリー!』 - 『Z』 | - ジョン・シュレシンジャー – 『真夜中のカーボーイ』 - アーサー・ペン – 『アリスのレストラン』 - ジョージ・ロイ・ヒル – 『明日に向って撃て!』 - シドニー・ポラック – 『ひとりぼっちの青春』 - コスタ＝ガヴラス – 『Z』 |
| 主演男優賞 | 主演女優賞 |
| - ジョン・ウェイン – 『勇気ある追跡』 - リチャード・バートン – 『1000日のアン』 - ダスティン・ホフマン – 『真夜中のカーボーイ』 - ピーター・オトゥール – 『チップス先生さようなら』 - ジョン・ヴォイト – 『真夜中のカーボーイ』 | - マギー・スミス – 『ミス・ブロディの青春』 - ジュヌヴィエーヴ・ビジョルド – 『1000日のアン』 - ジェーン・フォンダ – 『ひとりぼっちの青春』 - ライザ・ミネリ – 『くちづけ』 - ジーン・シモンズ – 『ハッピーエンド/幸せの彼方に』 |
| 助演男優賞 | 助演女優賞 |
| - ギグ・ヤング – 『ひとりぼっちの青春』 - ロバート・クロス – 『華麗なる週末』 - エリオット・グールド – 『ボブ&キャロル&テッド&アリス』 - ジャック・ニコルソン – 『イージー・ライダー』 - アンソニー・クエイル – 『1000日のアン』 | - ゴールディ・ホーン –『サボテンの花』 - キャシー・バーンズ – 『去年の夏』 - ダイアン・キャノン – 『ボブ&キャロル&テッド&アリス』 - シルヴィア・マイルズ – 『真夜中のカーボーイ』 - スザンナ・ヨーク – 『ひとりぼっちの青春』 |
| 脚本賞 | 脚色賞 |
| - 『明日に向って撃て!』 – ウィリアム・ゴールドマン - 『ボブ&キャロル&テッド&アリス』 – ポール・マザースキー、ラリー・タッカー - 『地獄に堕ちた勇者ども』 – ニコラ・バダルッコ、エンリコ・メディオーリ、ルキノ・ヴィスコンティ - 『イージー・ライダー』 – ピーター・フォンダ、デニス・ホッパー、テリー・サザーン - 『ワイルドバンチ』 – ウォロン・グリーン、ロイ・N・シックナー、サム・ペキンパー | - 『真夜中のカーボーイ』 – ウォルド・ソルト - 『1000日のアン』 – ジョン・ヘイル、ブリジット・ボランド、リチャード・ソコラヴ - 『さよならコロンバス』 – アーノルド・シュルマン - 『ひとりぼっちの青春』 – ジェームズ・ポー、ロバート・E・トンプソン - 『Z』 – ホルヘ・センプラン、コスタ＝ガヴラス                                                                        |
| 長編ドキュメンタリー映画賞 | 短編ドキュメンタリー映画賞 |
| - Arthur Rubinstein – The Love of Life - Before the Mountain Was Moved - In the Year of the Pig - 『太陽のオリンピア-メキシコ1968』 - The Wolf Men | - Czechoslovakia 1968 – デニス・サンダース、ロバート・M・フレスコ - An Impression of John Steinbeck: Writer - Jenny Is a Good Thing - Leo Beuerman' - The Magic Machines |
| 短編実写映画賞 | 短編アニメ映画賞 |
| - The Magic Machines – ジョアン・ケーラー・スターン - Blake – カナダ国立映画製作庁 – ダグラス・ジャクソン - People Soup – マーク・マーソン | - It's Tough to Be a Bird – ウォルト・ディズニー・プロダクション、ブエナ・ビスタ・ディストリビューション – ウォード・キンボール - Of Men and Demons – Hubley Studios、パラマウント – ジョン・ハブリー、フェイス・ハブリー - Walking – カナダ国立映画製作庁、コロンビア – ライアン・ラーキン                                                                              |
| 劇・喜劇映画音楽賞 | ミュージカル映画音楽賞 |
| - 『明日に向って撃て!』 – バート・バカラック - 『1000日のアン』 – ジョルジュ・ドルリュー - 『華麗なる週末』 – ジョン・ウィリアムズ - 『サンタ・ビットリアの秘密』 – アーネスト・ゴールド - 『ワイルドバンチ』 – ジェリー・フィールディング | - 『ハロー・ドーリー!』 – レニー・ヘイトン (編曲)、ライオネル・ニューマン (編曲) - 『チップス先生さようなら』 – レスリー・ブリッカス (作詞・作曲)、ジョン・ウィリアムズ (編曲) - 『ペンチャー・ワゴン』 – ネルソン・リドル (編曲) - 『スイート・チャリティ』 – サイ・コールマン (編曲) - 『ひとりぼっちの青春』 – ジョン・グリーン (編曲)、アルバート・ウッドベリ (編曲) |
| 歌曲賞 | 録音賞 |
| - ｢雨にぬれても｣（『明日に向って撃て!』） – バート・バカラック（作曲）、ハル・デヴィッド（作詞） - "Come Saturday Morning"（『くちづけ』） – フレッド・カーリン（作曲）、ドリー・プレヴィン - "Jean"（『ミス・ブロディの青春』） – ロッド・・マッキューン（作詞・作曲） - "True Grit"（『勇気ある追跡』） – エルマー・バーンスタイン（作曲）、ドン・ブラック (作詞) - "What Are You Doing the Rest of Your Life?"（『ハッピーエンド/幸せの彼方に』） – ミシェル・ルグラン（作曲）、アラン・バーグマン（作詞）、マリリン・バーグマン (作詞)                             | - 『ハロー・ドーリー!』 – ジャック・ソロモン、マーレイ・スピヴァック - 『1000日のアン』 – ジョン・アルフレッド - 『明日に向って撃て!』 – ウィリアム・エドモンドソン、デヴィッド・ドッケンドーフ - 『シカゴ・シカゴ/ボスをやっつけろ!』 – ロバート・マーティン、クレム・ポートマン - 『宇宙からの脱出』 – レス・フレッショルツ、アーサー・ピアンタドシ                    |
| 外国語映画賞 | 衣裳デザイン賞 |
| - 『Z』 (アルジェリア) - Adalen 31 (スウェーデン) - 『ネレトバの戦い』 (ユーゴスラヴィア) - 『カラマーゾフの兄弟』 (ソ連) - 『モード家の一夜』 (フランス) | - 『1000日のアン』 – マーガレット・ファース - 『ハロー・ドーリー!』 – アイリーン・シャラフ - 『シカゴ・シカゴ/ボスをやっつけろ!』 – レイ・アガーヤン - 『スイート・チャリティ』 – イーディス・ヘッド - 『ひとりぼっちの青春』 – ドン・フェルド |
| 美術賞 | 撮影賞 |
| - 『ハロー・ドーリー!』 – ジョン・デ・キュア、ジャック・マーティン・スミス、 ハーマン・ブルメンタル、ウォルター・M・スコット、ジョージ・ジェームズ・ホプキンス、ラルフ・ブレトン - 『1000日のアン』 – モーリス・カーター、ライオネル・カウチ、Patrick McLoughlin - 『シカゴ・シカゴ/ボスをやっつけろ!』 – ロバート・F・ボイル、ジョージ・B・チャン、エドワード・G・ボイル、Carl Biddiscombe - 『スイート・チャリティ』 – アレクサンダー・ゴリッツェン、ジョージ・C・ウェブ、 ジャック・D・ムーア - 『ひとりぼっちの青春』 – ハリー・ホーナー、フランク・マッケルヴィー | - 『明日に向って撃て!』 – コンラッド・L・ホール - 『1000日のアン』 – アーサー・イベットソン - 『ボブ&キャロル&テッド&アリス』 – チャールズ・E・ラング - 『ハロー・ドーリー!』 – ハリー・ストラドリング （死後のノミネート） - 『宇宙からの脱出』 – ダニエル・L・ファップ                                                                                                 |
| 編集賞 | 特殊効果賞 |
| - 『Z』 – フランソワーズ・ボノー - 『ハロー・ドーリー!』 – ウィリアム・H・レイノルズ - 『真夜中のカーボーイ』 – ヒュー・A・ロバートソン - 『サンタ・ビットリアの秘密』 – ウィリアム・ライオン、アール・ハーンドン - 『ひとりぼっちの青春』 – フレドリック・スタインカンプ | - 『宇宙からの脱出』 – ロビー・ロバートソン - 『ジャバの東』 – Eugène Lourié、アレックス・ウェルドン |

### ジーン・ハーショルト友愛賞
- ジョージ・ジェッセル

### アカデミー名誉賞
- ケーリー・グラント

### 統計
| 複数候補: - 10 候補: 『1000日のアン』 - 9 候補: 『ひとりぼっちの青春』 - 7 候補: 『ハロー・ドーリー!』、『真夜中のカーボーイ』、『明日に向って撃て!』 - 5 候補: 『Z』 - 4 候補: 『ボブ&キャロル&テッド&アリス』 - 3 候補: 『シカゴ・シカゴ/ボスをやっつけろ!』、『スイート・チャリティ』 - 2 候補: 『イージー・ライダー』、『チップス先生さようなら』、『ハッピーエンド/幸せの彼方に』、『ミス・ブロディの青春』、『華麗なる週末』、『サンタ・ビットリアの秘密』、『くちづけ』、『勇気ある追跡』、『ワイルドバンチ』 | 複数受賞. - 4 受賞: 『明日に向って撃て!』 - 3 受賞: 『ハロー・ドーリー!』、『真夜中のカーボーイ』 - 2 受賞: 『Z』 |

### プレゼンター
| プレゼンター                   | 賞                                                            |
| ------------------------------ | ------------------------------------------------------------- |
| フレッド・アステア             | 助演女優賞 ドキュメンタリー映画賞                             |
| キャンディス・バーゲン         | 録音賞 衣裳デザイン賞 歌曲賞                                  |
| クラウディア・カルディナーレ   | 編集賞 外国語映画賞                                           |
| クリント・イーストウッド       | 外国語映画賞                                                  |
| エリオット・グールド           | 録音賞                                                        |
| ボブ・ホープ                   | ジーン・ハーショルト友愛賞 ドキュメンタリー映画賞             |
| ジェームズ・アール・ジョーンズ | 編集賞 脚本賞                                                 |
| マーナ・ロイ                   | 短編実写映画賞 短編アニメ映画賞 美術賞 監督賞                 |
| アリ・マッグロー               | 脚本賞                                                        |
| バーバラ・マクネア             | 劇・喜劇映画音楽賞                                            |
| クリフ・ロバートソン           | 主演女優賞 劇・喜劇映画音楽賞 短編実写映画賞 短編アニメ映画賞 |
| キャサリン・ロス               | 助演男優賞 脚色賞                                             |
| フランク・シナトラ             | 名誉賞                                                        |
| バーブラ・ストライサンド       | 主演男優賞                                                    |
| エリザベス・テイラー           | 作品賞                                                        |
| ジョン・ヴォイト               | 美術賞 脚色賞                                                 |
| ジョン・ウェイン               | 撮影賞                                                        |
| ラクエル・ウェルチ             | 視覚効果賞                                                    |
| エルマー・バーンスタイン       | ミュージカル映画音楽賞                                        |
| シャニ・ウォーリス             | ミュージカル映画音楽賞                                        |

### パフォーマー
- グレン・キャンベル "True Grit"（『勇気ある追跡』）
- ミシェル・ルグラン "What Are You Doing the Rest of Your Life?"（『ハッピーエンド/幸せの彼方に』）
- ルー・ロウルズ "Jean"（『ミス・ブロディの青春』）
- B・J・トーマス "Raindrops Keep Fallin' on My Head"（『明日に向って撃て!』）
- フレッド・アステア